# Rácz Jenő (labdarúgó)
Rácz Jenő (1935. augusztus 25. –) labdarúgó, csatár. Alacsony termetű, gyors játékos volt.

## Pályafutása
1953-tól az NB III-as Nagykállói MEDOSZ-ban szerepelt. 1957-ben a BLSZ-ben szereplő TÜKER igazolta le. Ezután egy évig az MTK játékosa volt. 1962 nyaráig az Oroszlányi Bányászban szerepelt. 1962 és 1966 között a Tatabányai Bányász labdarúgója volt. Az élvonalban 1962. augusztus 26-án mutatkozott be a Komlói Bányász ellen, ahol csapata 3–0-s győzelmet aratott. Kétszeres bajnoki bronzérmes a tatabányai csapattal. Összesen 33 élvonalbeli bajnoki mérkőzésen szerepelt és öt gólt szerzett. Ezt követően a Dorog, a Székesfehérvári MÁV Előre és a KOMÉP játékosa volt.

## Sikerei, díjai
- Magyar bajnokság
  - 3.: 1964, 1966